# دايفيد مولر
دايفيد مولر (بالألمانية: David Müller)‏ (22 ديسمبر 1984 ليفركوزن ألمانيا - ) هو لاعب كرة قدم ألماني يلعب كلاعب وسط.

## روابط خارجية
- دايفيد مولر على موقع قاعدة بيانات كرة القدم.إي يو (الإنجليزية)
- دايفيد مولر على موقع بيانات كرة القدم. دي إي (الألمانية)
- دايفيد مولر على موقع عالم كرة القدم.نت (الإنجليزية)